# Безбожникова миса
Безбожникова миса (фр. La Messe de l'athée) је приповетка француског писца Онореа де Балзака из 1836. године. Објављена је у књижевном часопису Chronique de Paris. У облику књиге објављена је у дванаестом тому Филозофских студија 1837. године од стране издавача Делои и Леку са посветом Балзаковом пријатељу Огисту Боржеу. Потом је исте године укључена је у серијалу Филозофских студија, а затим у десети том Сцена из париског живота у сабраном издању Људска комедија од стране издавача Фирна 1844. године, између дела Фачино Кане и Саразина. У измењеном Фирновом издању из 1845. године, текст је премештен у Сцене из приватног живота, између дела Pierre Grassou и L'Interdiction. 
У писму госпођи Ханској од 18. јануара 1836. године, Балзак је навео да је „замислио, написао и одштампао ову причу у само једној ноћи“.

## Радња
Главни лик, Десплен, је успешан хирург. Једног дана, доктор Орас Бјаншон, његов бивши асистент и пријатељ, види Десплена, атеисту, како улази у цркву Сен-Сулпис. Познајући Деспленова снажна атеистичка уверења, Бјаншон одлучује да га прати. Види Десплена како сам присуствује миси. Након што је Десплен отишао, Бјаншон пита свештеника и сазнаје да Десплен четири пута годишње (на почетку сваког годишњег доба) присуствује миси у цркви коју сам плаћа.
Неколико година касније, Бјаншон поново види Десплена како улази у Сен-Сулпис ради мисе, али овог пута га пита о томе. Десплен објашњава да је, када је био сиромашан студент медицине и већ очајан, његов станодавац избацио њега и његовог старијег комшију хришћанина по имену Бурже, пореклом из Оверња, из скромне зграде у којој су живели. Бурже је понудио да потражи ново место за обоје и на крају пронашао две јефтине собе у поткровљу друге зграде. Од тада, Бурже је постао очинска фигура за Десплена. Помагао му је да плати школовање и обављао ситне послове попут цепања дрва. Након што је Десплен постао успешан, купио је Буржеу коња и кола за његов посао ношења воде. Десплен не би могао да се извуче из беде без помоћи свог хришћанског пријатеља.
Бурже је касније оболео, али га је Десплен успешно излечио. Међутим, следеће године Бурже је добио исту болест и овог пута јој подлегао. На самртној постељи, док је Десплен био уз њега, изразио је своје религиозне наде, укључујући и скромну жељу да оде у рај. Десплен, изгубивши вероватно свог најближег пријатеља, одлучио је да своју тезу посвети Буржеу и да сваке године плаћа за сезонске мисе, изговарајући молитве које је Бурже желео. Десплен је тврдио да су те молитве „све што човек са [Деспленовим] уверењима може себи дозволити.“ Колико год пута Десплен понављао молитве, заклињао се да би „дао своје богатство само да уверења Буржеа могу ући у његову главу.“
Завршни редови гласе: „Бјаншон, који је лечио Десплена за време његове последње болести, не сме данас да тврди да је славни хирург умро као безбожник. Неће ли верници волети да мисле да је скромни Оверњац дошао да му отвори небеска врата, као што му је некада отворио врата земаљског храма, на чијем се прочељу чита: Великим људима захвална Отаџбина.“

## Понављајући ликови
Орас Бјаншон се појављује у неколико романа и прича из Људске комедије, укључујући Чича Горија. Он је наратор у делима Étude de femme и La Grande Bretèche.